# Advanced Graphics Riser
 (novembre 2023).
Si vous disposez d'ouvrages ou d'articles de référence ou si vous connaissez des sites web de qualité traitant du thème abordé ici, merci de compléter l'article en donnant les références utiles à sa vérifiabilité et en les liant à la section « Notes et références ».
 (novembre 2023).
L'Advanced Graphics Riser est une variante du port AGP utilisée dans certaines cartes-mères PCIe afin d'apporter une rétro compatibilité avec l'AGP. Il s'agit d'un port PCI modifié sans interconnexion directe avec le CPU ou la mémoire vive. L'AGR est dès lors plus lent qu'un port AGP 1x et les fonctionnalités spécifiques à l'AGP sont inactives. Sa compatibilité réelle avec les cartes AGP est limitée. Les fabricants de cartes-mères publient généralement des listes de compatibilité spécifiques.